# 2545 Verbiest
2545 Verbiest este un asteroid din centura principală, descoperit pe 26 ianuarie 1933 de Eugène Delporte.